# پارک گورکی
پارک مرکزی فرهنگ و اوقات فراغت گورکی (به روسی: Центральный парк культуры и отдыха (ЦПКиО) имени Горьког) یک بوستان تفریحی در مسکو است و به افتخار ماکسیم گورکی نام‌گذاری شده‌است.

## تاریخچه
پارک گورکی در سال ۱۹۲۸ بازگشایی شد. این پارک در کنار رود مسکو قرار دارد. بنای این پارک را کنستانتین ملنیکوف، معمار معروف شوروی گذاشت.